# Мини Маус
Мини Маус (енгл. Minnie Mouse) популарни је лик из цртаних филмова Волт Дизни компаније. Створили су је 1928. године заједно са Микијем Маусом Волт Дизни и Аб Ајверкс. У стрипу The Gleam из 1942. године откривено је њено пун име - Минерва Маус, које се ретко кад користи и уопште помиње.

## Породица и пријатељи
У стрипу Mr. Slicker and the Egg Robbers представљени су њени родитељи - отац Маркус Маус и мајка чије име није поменуто. Обоје су фармери. Такође има ујака (или стрица) Милтона, бабу Матилду и деду Маршала Мауса, који се изузетно ретко помињу. Њени најпознатији рођаци су други ујак (или стриц) Мортимер и Минине нећаке близнакиње Мили и Мелоди.
У већини случајева, Мини је представљена као девојка Микија Мауса, најбоља пријатељица Пате Патак и добра пријатељица Шиље и Паје Патка, који су такође главни ликови франшизе која је обележила живот и стварање Волта Дизнија.

## Историја
Мики Маус створен је као замена за претходну звезду Волта Дизнија - зеца Освалда (који је изузетно личио на Микија). Међутим, творац је схватио како Мики не може бити нова звезда сам. Како би имао шансу да (често неспретно и забавно) флертује, створена је Мини Маус, замена за све Освалдове љубавне интересе. Мини представља замену госпођици Котонтејл, Фани и другим женским ликовима из серије зеца Освалда.
Минин начин облачења дизајниран је као код девојака флаперки. Њено главно одело је хаљина флаперка са туфнама и испод ње доњи веш кникерс. Упадљиве су и њене ципеле, превелике ципеле на штикле углавном жуте боје. Временом, Минин изглед постаје јако конзервативан, нарочито током 1940-тих и 1950-тих. Мини до данас скоро увек носи розе или црвену хаљину, док се, у ранијим појављивањима могла видети како носи носи комбинације плаве, црне и зелене боје.
Њене главне особености су слатка, разиграна, музичка и заводљива. 
Мини Маус је своје прво појављивање остварила у шестоминутном црно-белом цртаном филму Plane Crazy из 1928. године. У њему, Мини је позвана да се придружи Микију на његовом првом лету. Она прихвата понуду, за разлику од понуде да га пољуби током полетања. Мини на крају бива присиљена да га пољуби, али то резултира њеним наглим скоком из авиона падобраном. 
Већ током првог филма утврђено је да се Мини и Мики познају од раније. Следећи филм је The Gallopin' Gaucho. Мини је запослена у бар ресторану Кантина Аргентина у Аргентини. Она изводи танго за гаучоа Микија и криминалца Дабу. Обојица флертују са њом током наступа. Занимљиво је то да је у овом цртаћу изгледало као да се Даба, Мики и Мини не познају.
У и данас врло популарном и препознатљивом трећем филму Пароброд Вили налази се првобитна дефиниција изгледа и карактера Микија, Мини и Дабе. Даба је био капетан пароброда, Мики део посаде, док је Мини била њихов једини путник.
У филму The Picnic из 1930. године Мини представља Микију свог љубимца пса Ровера. Ово је заправо Плутон који остварује своје прво појављивање. Данас, у многим епизодама Микијеве играонице и Mickey's RoadsterRacers може се видети како Мини има маче Фигаро, које се премијерно појавило у цртаном филму Пинокио.
Током друге половине 1930-тих Мини се није често појављивала у Микијевим цртаћима, искључиво због увођења његових нових пријатеља - Шиље, Паје Патка и Плутона. Ови ликови су мање-више заузели Минино место. Њене појаве су постале поприлично мање, мада је имала више главних улога у цртаћима о Плутону и Фигару током 1940-тих. Мини се вратила у главну поставу 1980-тих у филму Mickey's Christmas Carol из 1983. године. Пет година касније, 1988. године, добила је насловну улогу у сопственом филму Totally Minnie.
У Mickey Mouse Works (1999-2000) коначно се појављује у сопственим сегментима. Била је главна у сегментима Maestro Minnie, где се види како диригује оркестром. У серији Микијев клуб води Микијев ноћни клуб. Редовно се појављивала у анимираној серији Микијевој играоници, а имала је насловну улогу у краткометражном спин-офу цртаћа Minnie's Bow-Toons где са Патом држи бутик. Тренутно се појављује у најновијој анимираној серији Mickey's Roadster Racers, као и у посебном њеном сегменту који се појављује на крају епизоде - Minnie's Happy Helpers.
Мини Маус се данас свуда појављује искључиво у издању урађеном у 3D техници.
22. јануара 2018. године Мини Маус добила је своју звезду на Холивудској стази славних.

## Појављивања

### Кратки филмови
| - (1928) - (1928) - (1929) - (1929) - (1929) - (1929) - (1929) - (1929) - (1929) - (1929) - (1930) - (1930) - (1930) - (1930) - (1930) - (1930) - (1931) - (1931) - (1931) - (1931) - (1931) - (1931) - (1931) | - (1931) - (1931) - (1932) - (1932) - (1932) - (1932) - (1932) - (1932) - (1932) - (1932) - (1932) - (1932) - (1933) - (1933) - (1933) - (1933) - (1933) - (1933) - (1933) - (1933) - (1933) - (1933) - (1934) | - (1934) - (1934) - (1934) - (1935) - (1936) - (1937) - (1938) - (1938) - (1939, у краткој реклами) - (1941) - (1941) - (1942) - (1944, у Плутоновом шорту) - (1946, у Фигаровом шорту) - (1947, у Фигаровом шорту) - (1947) - (1949, у Плутоновом шорту) - (1950, у Плутоновом шорту) - (1950, камео појава) - (1952) - (1983, без дијалога) - (1995) - (2013) |

### Телевизијска појављивања
- (1955–1959; 1977–1979; 1989–1994)
- (1999–2000)
- (2001–2003)
- (2006–2016)
  -  (2011–данас)
- (2013–данас)
- (2017–данас)

## Тумачи
У периоду од 1928. до 1929. Мини је тумачио њен творац Волт Дизни. Марјори Ралстон, тринаеста Дизнијева радница, позајмила је глас Мини у кратком цртаћу Wild Waves из 1929. године, али је након тога престала из стидљивости. Од 1930. до 1939. године Мини је тумачила Марселита Гарнер. Телма Боардман позајмила је глас Мини у радио програму The Mickey Mouse Theater of the Air у периоду од 1941. до 1942. године. Након Телме, од 1942. до 1952. Мини је синхронизовала Рут Клифорд. Џенет Валдо била је Мини 1974. године, по потреби Дизнилендовог албума An Adaptation of Dickens' Christmas Carol, Performed by The Walt Disney Players. До 1986. године, Мини није имала глас у дијалозима, када јој је живот удахнула Руси Тејлор. Руси све до дана данашњег још увек даје глас Мини Маус. Русин покојни муж, Вајли Алвин, позајмљивао је глас Микију од 1977. године до његове смрти 2009. године.
У Србији постоје три синхронизације. Прва је синхронизација Радио-телевизије Београд из 1980-тих, изгорела током НАТО бомбардовања зграде РТС-а 1999. године. Нада Блам је позајмила глас Мини у овој синхронизацији. У периоду од 2006. до 2013. године студио Лаудворкс је радио Мики Маус синхронизације за Радио-телевизију Србије. Тада је глас Мини позајмила Јелена Ђорђевић Поповић. РТС више није имао Дизни лиценцу од 2013. године, тако да су Мики Маус синхронизације за неко време престале. Исте године, Јелена се вратила као Мини у биоскопској синхронизацији кратког цртаћа Get a Horse! (Хватај коња!). У јесен 2016. године Хепи ТВ је почела емитовање Дизни садржаја. Синхронизације је радила сама телевизија. Синхронизовали су само Микијеву играоницу, коју је претходно 2010. године синхронизовао студио Лаудворкс. Глас Мини је позајмила Јована Цавнић.